# 萩元晴彦
萩元 晴彦（はぎもと はるひこ、1930年（昭和5年）3月7日 - 2001年（平成13年）9月4日）は、日本のテレビ制作者、音楽プロデューサー、実業家。テレビマンユニオン初代社長。

## 来歴

### テレビ草創期の名プロデューサー
長野県飯田市出身。父・萩元隼人は、労働運動家で日本社会党→左派社会党公認で長野4区から総選挙に出馬したが、1953年の総選挙公示直前に急死した。このため身代わりとして母・萩元たけ子が立候補。トップ当選を果たし、衆議院議員を1期務めた。
1937年に一家で上京し、自由学園に学ぶ。幼少のころは虚弱児童で、小学校は病気がちで欠席が多かった。しかし勉学の方は大変早熟であり、小学校1年生のときに6年生までの漢字はほとんど読めた。45年、長野県南安曇郡烏川村（現安曇野市）に移り、旧制松本中学（現長野県松本深志高等学校）疎開入学した。連日故なき暴力的制裁を受けたと自伝に記しており、そのいじめに対抗、野球部に入部する。47年夏、新潟での全国中学野球信越大会の決勝で延長23回を完投し、4対2で松本市中を破って優勝した。甲子園（第29回全国中等学校優勝野球大会）には下駄履きで米を背負って出場したが、2回投げてノックアウトの惨敗を喫した。
1953年に早稲田大学文学部露文科卒業後、ラジオ東京（現TBSテレビ）に入社。「神これを癒し給う・心臓外科手術の記録」「三元宇宙中継／東京・ベルリン・ローマ 今語ろう世界の若者たち」など数々の作品を制作。また61年を最盛期として、労音の構成、演出を担当しており、当時1年間で60回も東京で演出を担当した。加えて大阪労音でも同じくらい演出しており、これだけ激しい内職をしたTBSの社員はほかにいなかっただろうといわれている。
1970年にTBSの仲間25人と共に同社を退社。日本初の独立系テレビ番組制作会社・テレビマンユニオンを創立し、初代社長に就任する。旅番組のさきがけである『遠くへ行きたい』や、日本初の3時間ドラマ『海は甦える』などをプロデュースしたが、特にクラシック音楽に関する番組を数多く制作。『オーケストラがやって来た』、TBS創立30周年記念番組『カラヤンとベルリンフィルのすべて』などを手がけた。1986年会長に退く。
遺作は、2001年の新春スペシャルドラマで、病身で勝負に打ち込む棋士・村山聖を描いたドラマ『聖の青春』。萩元が大崎善生の原作に惚れ込んで、出版元の講談社と直談判。ドラマ化権を獲得し、村山の地元の放送局・中国放送での制作・放送にこぎつけた。同年9月4日、脳梗塞で死去。71歳だった。葬儀は、萩元とゆかりの深い（後述）カザルスホールで行われた。音楽葬の形をとり、今井信子・堀米ゆず子らの弦楽演奏、小澤征爾・井上道義指揮による新日本フィルハーモニー交響楽団の演奏を織り交ぜながら進行した。

### 世界的指揮者・小澤征爾との友情
指揮者・小澤征爾とはTBS時代からの親友。かつて小澤がNHK交響楽団と対立し、日本の音楽界から孤立したいわゆる「小澤事件」の際、萩元は小澤に日本武道館で第九を指揮する番組企画を持ちかけた。これが、初期TBSの名ドキュメンタリーと言われる「現代の主役・小澤征爾"第九"を揮る」である。
その後も二人の「撮る」「撮られる」関係は続き、『北京にブラームスが流れた日〜小澤征爾・原点へのタクト〜』（1978年）、『クラシックスペシャル 先生聞いてください・斎藤メモリアルコンサート』（1984年）、『赤い夕日〜小澤征爾，故郷の指揮台に立つ〜』（1994年）など数々の番組で小澤を記録しつづけた。
1998年には長野オリンピックにおける開会式・閉会式の総合プロデューサーを務めたが、この際にも萩元は親友の小澤に協力を依頼。世界各地をテレビ中継でつなぎ、小澤指揮のもと同時に第九を合唱するという企画を実現させた。

### 音楽プロデューサーとして
クラシック番組に長年携わってきた経験が評価され、サントリーホールが開館の際に、オープニングシリーズ総合プロデューサーとして企画制作にあたった。
また、1987年には新しくオープンしたカザルスホールの総合プロデューサーに就任した。

### その他
テレビマンユニオンをともに立ち上げた、村木良彦・今野勉との共著『お前はただの現在にすぎない テレビになにが可能か』はテレビ論を語った名著として、いまも語り継がれている。

## 受賞
- 1954年 民放祭賞（ラジオ社会報道番組部門）
- 1966年 民放祭賞（テレビドキュメンタリー部門）
- 1966年 芸術祭奨励賞
- 1967年 ギャラクシー賞
- 1971年 放送批評家懇談会第15回期間選奨
- 1972年 放送批評家懇談会第20回期間選奨、テレビ大賞審査委員会優秀番組賞
- 1974年 放送批評家懇談会第30回期間選奨
- 1975年 放送批評家懇談会第33回期間選奨、テレビ大賞審査委員会特別賞
- 1976年 芸術選奨文部大臣賞（放送部門）、放送批評家懇談会第35回期間選奨、テレビ大賞審査委員会優秀番組賞
- 1978年 テレビ大賞審査委員会優秀番組賞、映画テレビプロデューサー協会特別賞
- 1980年 ギャラクシー選奨
- 1983年 ギャラクシー賞制定20周年記念特別賞

## 著書
- 『赤坂短信』創世記、1976年1月。
- 『赤坂短信II』創世記、1980年6月。
- 『甲子園を忘れたことがない』日本経済新聞社、1981年8月。
- 『萩元晴彦著作集』郷土出版社、2002年9月。ISBN 978-4876635757。

### 共著
- 萩元晴彦、村木良彦、今野勉『お前はただの現在にすぎない テレビにはなにが可能か』田畑書店、1969年。
  - 萩元晴彦、村木良彦、今野勉『お前はただの現在にすぎない テレビにはなにが可能か』朝日文庫、2008年10月。ISBN 978-4022615978。

### プロデュース
- 小澤征爾、広中平祐、プロデュース萩元晴彦『やわらかな心をもつ〜小澤征爾・広中平祐』創世記 1977年。
  - 小澤征爾、広中平祐、プロデュース萩元晴彦『やわらかな心をもつ〜小澤征爾・広中平祐』新潮文庫、1984年10月。ISBN 978-4101228044。